# Будівлі Кременчука, пов'язані з важливими історичними подіями та діяльністю відомих осіб
Будівлі, пов’язані з важливими історичними подіями та діяльністю відомих осіб:
| № п/п | Назва пам’ятки                                 | Адреса пам’ятки                | Фото | Короткі відомості |
| ----- | ---------------------------------------------- | ------------------------------ | ---- | --- |
| 1     | Дитяча музична школа №1 імені Чайковського     | Вул. Чкалова, З                |      | Колишній корпус школи №1, де вчився Герой Радянського Союзу Приходько П. С. |
| 2     | Ліцей № 4                                      | Вул. Першотравнева, 13         |      | Тут навчався воїн-інтернаціоналіст В. Д. Барильченко |
| 3     | Ліцей № 11                                     | Вул. Першотравнева, 55         |      | В ньому навчались воїни-інтернаціоналісти В. Кулініч та І. Коробченко |
| 4     | Школа № 13                                     | Вул. Троїцька, 35              |      | Тут навчалися Герої Радянського Союзу І. І. Ткаченко та К. Омельяненко |
| 5     | Школа № 18                                     | Вул. Ватутіна, 25              |      | Тут навчався воїн-нтернаціоналіст В. Скрипченко |
| 6     | Школа № 24                                     | Пр. Полтавський, 13            |      | Тут навчався воїн-інтернаціоналіст Олександр Вовк |
| 7     | Школа № 29                                     | Вул. Республіканська, 128      |      | Тут навчались підпільниця Л. Корабліна та воїн-інтернаціоналіст О. Власюк |
| 8     | ПТУ №29                                        | Вул. Приходька, 137            |      | Колишнє двокласне залізничне училище, де працював А. С. Макаренко |
| 9     | ПТУ № 26                                       | Вул. Чкалова, 4                |      | колишній індустріальний технікум, де навчався композитор Г. І. Майборода. В роки війни тут знаходився штаб 297 Стрілецької дивізії та евакогоспіталь №1314                                            |
| 10    | Навчальний корпус льотного коледжу             | Вул. Коцюбинського, 12         |      | Колишнє Олександрівське реальне училище, педагогічний інститут, де навчався письменник А. В. Головко, педагог В. О. Сухомлинський. В роки війни розміщувався евакогоспіталь №1057 (1941р)             |
| 11    | Навчальний корпус льотного коледжу             | Вул. Перемоги, 17/6            |      | Колишня школа № 9, де навчався Герой Радянського Союзу М. М. Молочников |
| 12    | Технікум залізничного транспорту               | Вул. Леонова, 14               |      | Тут навчалися Герої Радянського Союзу Г. М. Прокопенко та Ф. І. Марченко, Герой Соціалістичної Праці П. Ф. Кривонос. В роки війни розміщувався госпіталь № 48, евакогоспіталь № 1012, евакопункт №233 |
| 13    | Житловий будинок                               | Вул. Лейтенанта Покладова, 10а |      | колишній готель "Вікторія", де мешкали В. В. Докучаев та В. І. Вернацький |
| 14    | Навчальний корпус КУЕІТУ                       | Вул. Пролетарська, 24/37       |      | Тут працював його перший ректор професор Ю. І. Кравченко |
| 15    | Житловий будинок                               | Бульвар Пушкіна, 18            |      | Тут жив Герой Радянського Союзу С. П. Шпаковський |
| 16    | Житловий будинок                               | Бульвар Пушкіна, 21            |      | Тут жив завідувач відділу охорони здоров’я Б. І. Нагайченко |
| 17    | Педагогічно-меморіальний музей А. С. Макаренка | Вул. Макаренка, 44             |      | Колишній будинок батьків великого педагога Антона Макаренка |
| 18    | Будинок                                        | Вул. Макаренка, 38/5           |      | У ньому в липні-серпні 1941 року розміщувався винищувальний батальйон |
| 19    | Будинок                                        | Вул. Гоголя, 2                 |      | У цьому будинку розмішувався головний штаб резервної кавалерії (1941 рік) та військов госпіталі №213, №233, №259, №315 (1943 рік)                                                                     |
| 20    | Палац культури ім. І. Ф. Котлова               | Вул. Академіка Герасимовича, 1 |      | Перший робітничий клуб в Україні. У 1941 році тут розміщувались евакогоспиталі №1339, №1340 |
| 21    | Народний музей історії ВАТ КВБЗ                | Вул. Приходька, 139            |      | Колишній будинок керівного складу заводу, де мешкав Герой Соціалістичної Праці І. М. Приходько |